# Gare de Thionville
Gare de Thionville vasútállomás Franciaországban, Thionville településen.

## Vasútvonalak
Az állomást az alábbi vasútvonalak érintik:
- Mohon–Thionville-vasútvonal

## Kapcsolódó állomások
A vasútállomáshoz az alábbi állomások vannak a legközelebb:
- Gare de Basse-Ham
- Gare d’Hettange-Grande
- Gare de Yutz
- Gare d’Uckange
- Gare d’Hayange